# Покунок-Бридж (Коннектикут)
Покунок-Бридж (англ. Poquonock Bridge) — переписна місцевість (CDP) в США, в окрузі Нью-Лондон штату Коннектикут. 